# Bubsy
Bubsy es una serie de videojuegos creados por Michael Berlyn y distribuidos por Accolade para SNES, Mega Drive, Atari Jaguar, PC y PlayStation a principios y mediados de los 90's. Existen seis juegos de la franquicia: Bubsy in Claws Encounters of the Furred Kind, Bubsy 2, Bubsy in Fractured Furry Tales, Bubsy 3D, Bubsy: The Woolies Strike Back y Bubsy Paws on Fire.
Aunque los juegos son de plataformas similares a Mario y Sonic, Bubsy, el gato antropomórfico protagonista, jamás ha conseguido el nivel de popularidad de ambas mascotas, a pesar del rumor extendido de que Bubsy sería "el nuevo Sonic". Sin embargo, el primer juego fue un gran éxito y tuvo críticas positivas para su versión de SNES. El éxito de su primer juego dio pie a 3 secuelas, pero ninguna de ellas ha podido reproducir el éxito del primer juego.
En 2015, Retroism publicó los dos primeros videojuegos de Bubsy en PC a través de Steam. Además, se creó un episodio piloto de dibujos animados de Bubsy, basado en la serie, aunque no llegó a convertirse en una serie animada.
Los derechos de Bubsy y sus 3 secuelas le pertenecen actualmente a Tommo Inc., ya que Atari (sucesor de Accolade) subastó los derechos en 2014.
El 8 de junio de 2017 se anuncia un nuevo juego de Bubsy, llamado  Bubsy: The Woolies Strike Back, que supone el retorno de la franquicia después de 20 años del último título lanzado (Bubsy 3D).

## Historia

### Bubsy in: Claws Encounters of the Furred Kind.
Es el primer juego de Bubsy. Se publicó en mayo de 1993 por Accolade para SNES y Mega Drive. La historia se centra en una raza de alienígenas, ladrones de tela, llamados "woolies". Estos han saqueado los recursos de ovillos de lana del mundo (especialmente los de Bubsy, quien tenía la mayor colección del mundo) y, ahora, hay que recuperarlos.

### Bubsy 2.
Bubsy 2 se publicó el 3 de abril de 1994 y cuenta con cinco zonas (un mundo musical, una era medieval, un fase egipcia, una zona espacial y una zona aérea, en la que Bubsy pilota un biplano de la Primera Guerra Mundial). En el juego existen tres niveles de dificultad: fácil, medio y difícil.
Bubsy puede recoger cartas que se usan para comprar diversos objetos. Entre ellos se incluyen un "agujero portátil" (un pequeño portal que se puede atravesar para viajar a menú principal), un traje de buzo, un arma Nerf, bombas inteligentes para limpiar la pantalla de enemigos, una honda o vidas extra. Además, el juego tiene a los sobrinos de Bubsy que se pueden controlar por otro jugador para ayudar u obstaculizar a Bubsy. Además existen fases secretas que involucran a Bubsy y a su reacio compañero Arnold el Armadillo. En esta edición, Bubsy puede resistir dos golpes (representados por su expresión al lado del contador de vida) y en un tercero, perderá una vida. Aunque seguirá habiendo varios peligros que todavía lo maten instantáneamente.
Bubsy 2 es el único título de la serie que fue programado para el Game Boy siendo un juego en blanco y negro por los limitados colores de la consola. Esta versión del juego tiene los tres niveles de dificultad, pero solo tiene disponibles tres de los mundos originales (el musical, el egipcio y el aéreo).

#### Relanzamiento deBubsy Two-Fur
El 16 de noviembre de 2015, se volvió a lanzar un juego de Bubsy en Steam Greenlight, llamado Bubsy Two-Fur, por una empresa que se apropia de propiedad intelectual abandonada, llamada Retroism. Two-Fur es una colección que contiene los dos primeros juegos de Bubsy. A petición de la comunidad, el juego se añadió a Steam y salió a la venta el 17 de diciembre de 2015.

### Bubsy in: Fractured Furry Tales.
Bubsy in: Fractured Furry Tales fue lanzado el 15 de diciembre de 1994 exclusivamente para el Atari Jaguar. El título se desarrolla en una cadena de cuentos de hadas populares, protagonizados por el famoso felino Bubsy. En esta entrega, Bubsy tendrá que lidiar con personajes de cuentos como El sombrerero loco en Las aventuras de Alicia en el País de las Maravillas, el Gigante en Jack y las judías mágicas, el Djinni en Ali Babá y los 40 ladrones, un monstruo marino en Veinte mil leguas de viaje submarino y Hansel y Gretel en la casa de caramelo. La forma de juego es similar a la de los dos juegos anteriores, pero sin ninguno de los añadidos que se utilizaron en Bubsy 2.

### Bubsy 3D: Furbitten Planet
Bubsy 3D es el cuarto juego de Bubsy y el primero, único y último en 3D, que salió en 1997 exclusivamente para la PlayStation. Es una secuela del juego original de 16 bits en términos de historia y toma lugar en el planeta natal de los Woolies, Rayón. Bubsy 3D tiene 16 niveles principales y dos niveles finales. El objetivo de los protagonistas es derrotar a las dos reinas de Rayón, Poli y Ester. El jugador puede recoger elementos, como cohetes, para conseguir finalmente huir del planeta Rayón. Los gráficos son muy simples, incluso para su época, con una densa niebla que cubre los niveles del juego. Bubsy habla por el juego dependiendo de las acciones realizadas por el jugador, lo que puede resultar bastante irritante. Por suerte, existe la opción de desactivar la voz de Bubsy. Las secuelas planeadas para Sega 32X y Sega Saturn se acabaron cancelando.
Bubsy 3D recibió muchas críticas por sus controles, que eran muy confusos, y sus ángulos de cámara. También adolecía de gráficos simples, incluso para la época, con carencias importantes de texturas. Apareció en la lista de Crapstravaganza: Los 20 peores juegos de todos los tiempos de Seanbaby en la revista EGM. Además ocupó el puesto número ocho en el top 10 de los peores juegos de 2006 de GameTrailers, donde fue descrito como Un clon horroroso de Super Mario 64.

### Bubsy: The Woolies Strike Back
En octubre de 2017, se lanzó un quinto título de Bubsy, Bubsy: The Woolies Strike Back, para PlayStation 4 y PC. El juego fue desarrollado por Black Forest Games, que anteriormente trabajó para revivir la serie inactiva de Giana Sisters con Giana Sisters: Twisted Dreams.

## Episodio piloto
Bubsy tuvo un episodio piloto de dibujos animados en televisión en 1993, llamado "What Could Possibly Go Wrong?" ("¿Qué Podría Salir Mal?" en español), producido por Calico Creations. La serie contó con la actuación de Rob Paulsen, quien le dio voz a Bubsy, junto a las voces de Tress MacNeille, Jim Cummings, Pat Fraley, B. J. Ward y Neil Ross. El episodio no llegó a convertirse en una serie animada, pues recibió críticas muy negativas.

## Recepción
Bubsy fue galardonado por la mayor publicidad y expectativa para un personaje en 1993 por la EGM. GamesRadar incluyó a Bubsy en la lista de "los 13 peores videojuegos protagonizados por animales antropomórficos de los 90".